# Понт-Одеме
Понт-Одеме́ (фр. Pont-Audemer) — муніципалітет у Франції, у регіоні Нормандія, департамент Ер. Населення — 9848 осіб (01.01.2021).
Муніципалітет розташований на відстані близько 145 км на північний захід від Парижа, 45 км на захід від Руана, 60 км на північний захід від Евре.

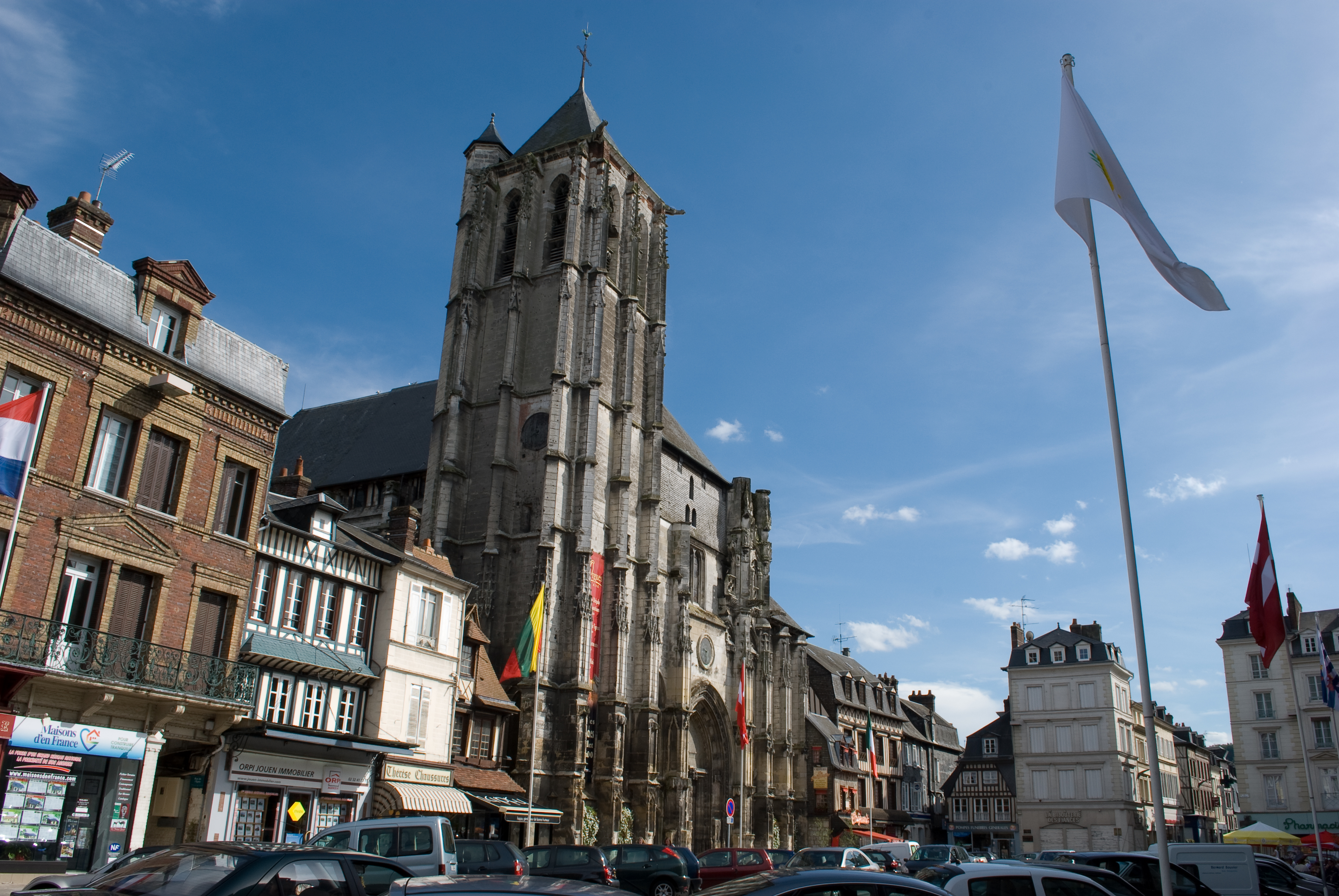

## Історія
До 2015 року муніципалітет перебував у складі регіону Верхня Нормандія. Від 1 січня 2016 року належить до нового об'єднаного регіону Нормандія.
1 січня 2018 року до Понт-Одеме приєднали колишній муніципалітет Сен-Жермен-Віллаж.

## Демографія
Динаміка населення (base Cassini de l'EHESS pour les nombres retenus jusqu'en 1962, base Insee à partir de 1968 (population sans doubles comptes puis population municipale à partir de 2006) ·  ):
Розподіл населення за віком та статтю (2006):
| Стать | Всього | До 15 років | 15-24 | 25-44 | 45-64 | 65-85 | Понад 85 |
| --- | ------ | ----------- | ----- | ----- | ----- | ----- | -------- |
| Чоловіки | 4073   | 831         | 652   | 1090  | 883   | 577   | 40       |
| Жінки | 4736   | 718         | 570   | 1226  | 1055  | 941   | 226      |
| \| Статево-вікова піраміда \| Статево-вікова піраміда \| Статево-вікова піраміда \| \| ----------------------- \| ----------------------- \| ----------------------- \| \| Чоловіки \| Вік \| Жінки \| \| 40 \| 85 + \| 226 \| \| 135 \| 80-84 \| 183 \| \| 128 \| 75-79 \| 272 \| \| 169 \| 70-74 \| 221 \| \| 145 \| 65-69 \| 265 \| \| 197 \| 60-64 \| 261 \| \| 210 \| 55-59 \| 262 \| \| 222 \| 50-54 \| 270 \| \| 254 \| 45-49 \| 262 \| \| 226 \| 40-44 \| 335 \| \| 262 \| 35-39 \| 262 \| \| 275 \| 30-34 \| 274 \| \| 327 \| 25-29 \| 355 \| \| 371 \| 20-24 \| 315 \| \| 281 \| 15-20 \| 255 \| \| 311 \| 10-14 \| 254 \| \| 242 \| 5-9 \| 202 \| \| 278 \| 0-4 \| 262 \| |        |             |       |       |       |       |          |
| Статево-вікова піраміда |        |             |       |       |       |       |          |
| Чоловіки | Вік    | Жінки       |       |       |       |       |          |
| 40 | 85 +   | 226         |       |       |       |       |          |
| 135 | 80-84  | 183         |       |       |       |       |          |
| 128 | 75-79  | 272         |       |       |       |       |          |
| 169 | 70-74  | 221         |       |       |       |       |          |
| 145 | 65-69  | 265         |       |       |       |       |          |
| 197 | 60-64  | 261         |       |       |       |       |          |
| 210 | 55-59  | 262         |       |       |       |       |          |
| 222 | 50-54  | 270         |       |       |       |       |          |
| 254 | 45-49  | 262         |       |       |       |       |          |
| 226 | 40-44  | 335         |       |       |       |       |          |
| 262 | 35-39  | 262         |       |       |       |       |          |
| 275 | 30-34  | 274         |       |       |       |       |          |
| 327 | 25-29  | 355         |       |       |       |       |          |
| 371 | 20-24  | 315         |       |       |       |       |          |
| 281 | 15-20  | 255         |       |       |       |       |          |
| 311 | 10-14  | 254         |       |       |       |       |          |
| 242 | 5-9    | 202         |       |       |       |       |          |
| 278 | 0-4    | 262         |       |       |       |       |          |

## Економіка
2010 року серед 5525 осіб працездатного віку (15—64 років) 3962 були активними, 1563 — неактивними (показник активності 71,7%, у 1999 році було 71,6%). З 3962 активних мешканців працювало 3276 осіб (1727 чоловіків та 1549 жінок), безробітними було 686 (280 чоловіків та 406 жінок). Серед 1563 неактивних 451 особа була учнем чи студентом, 476 — пенсіонерами, 636 були неактивними з інших причин.

У 2010 році в муніципалітеті числилось 4348 оподаткованих домогосподарств, у яких проживали 8591,0 особи, медіана доходів виносила 14 454 євро на одного особоспоживача

## Відомі жителі
- Альфред Канель — французький політичний діяч і письменник.
- Летиція Каста — французька фотомодель і акторка.

## Галерея зображень

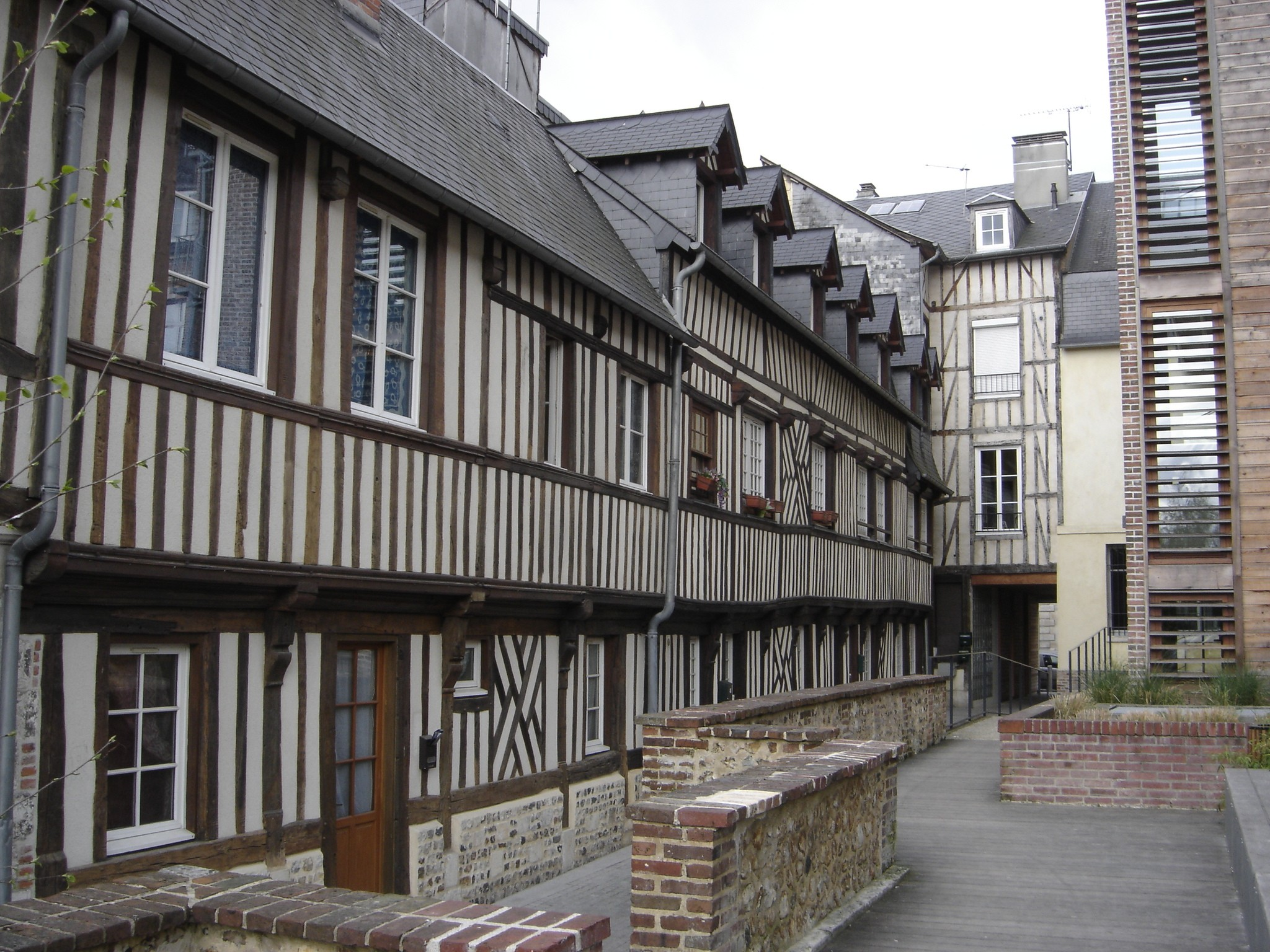
Тупик Альфред Канель
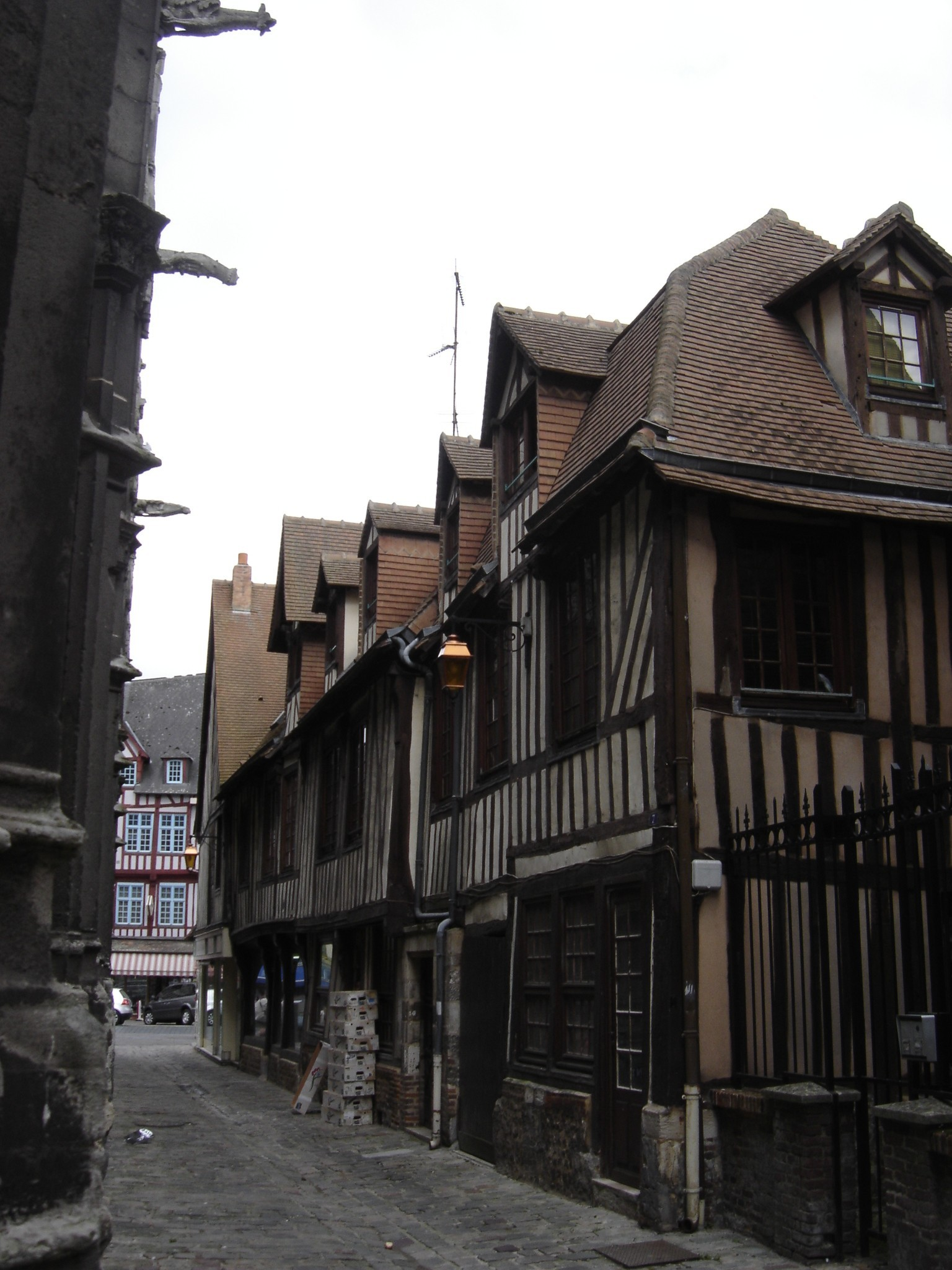
Тупик Сент-Уен
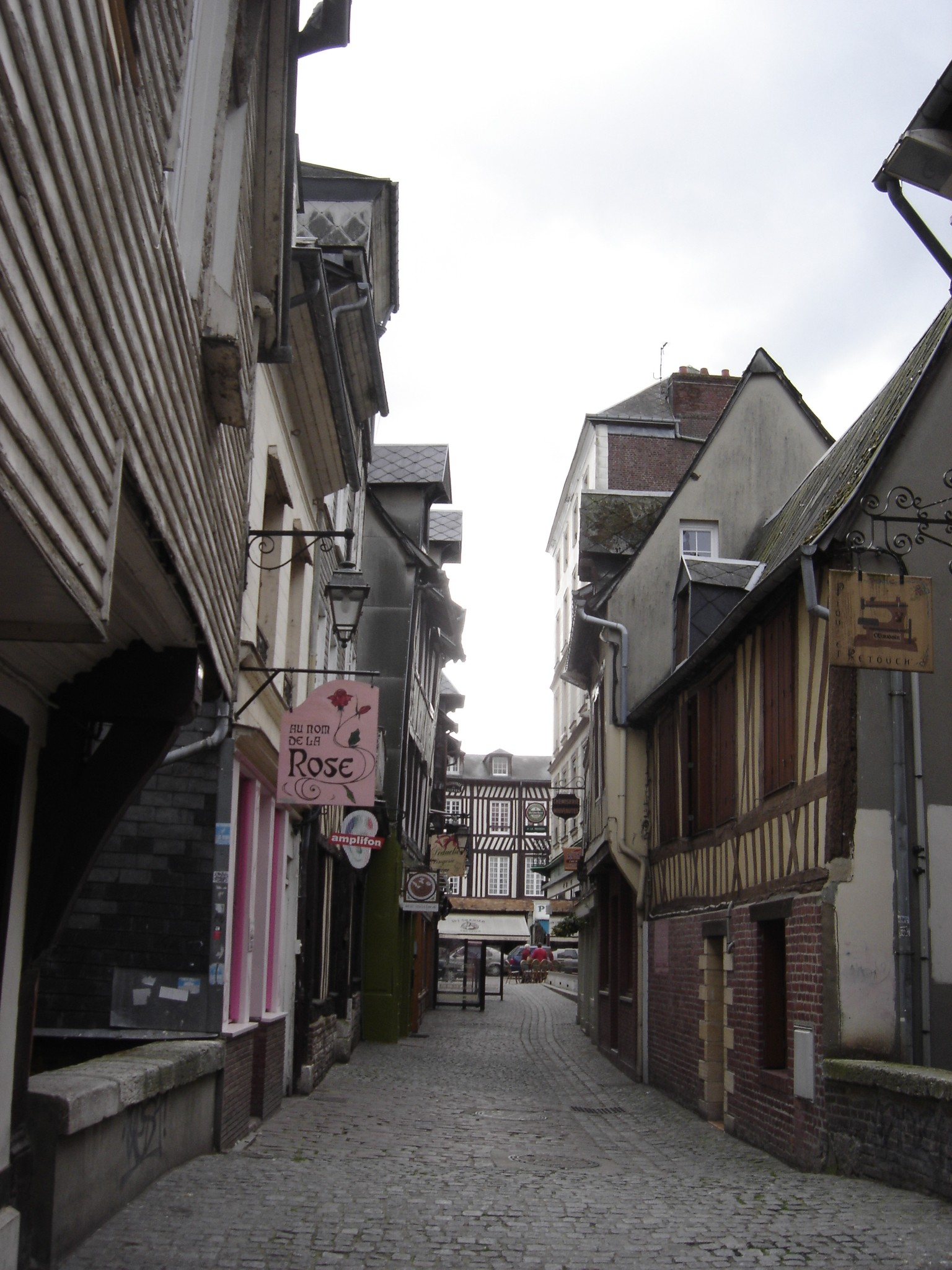
Вулиця Поль-Клеменсан
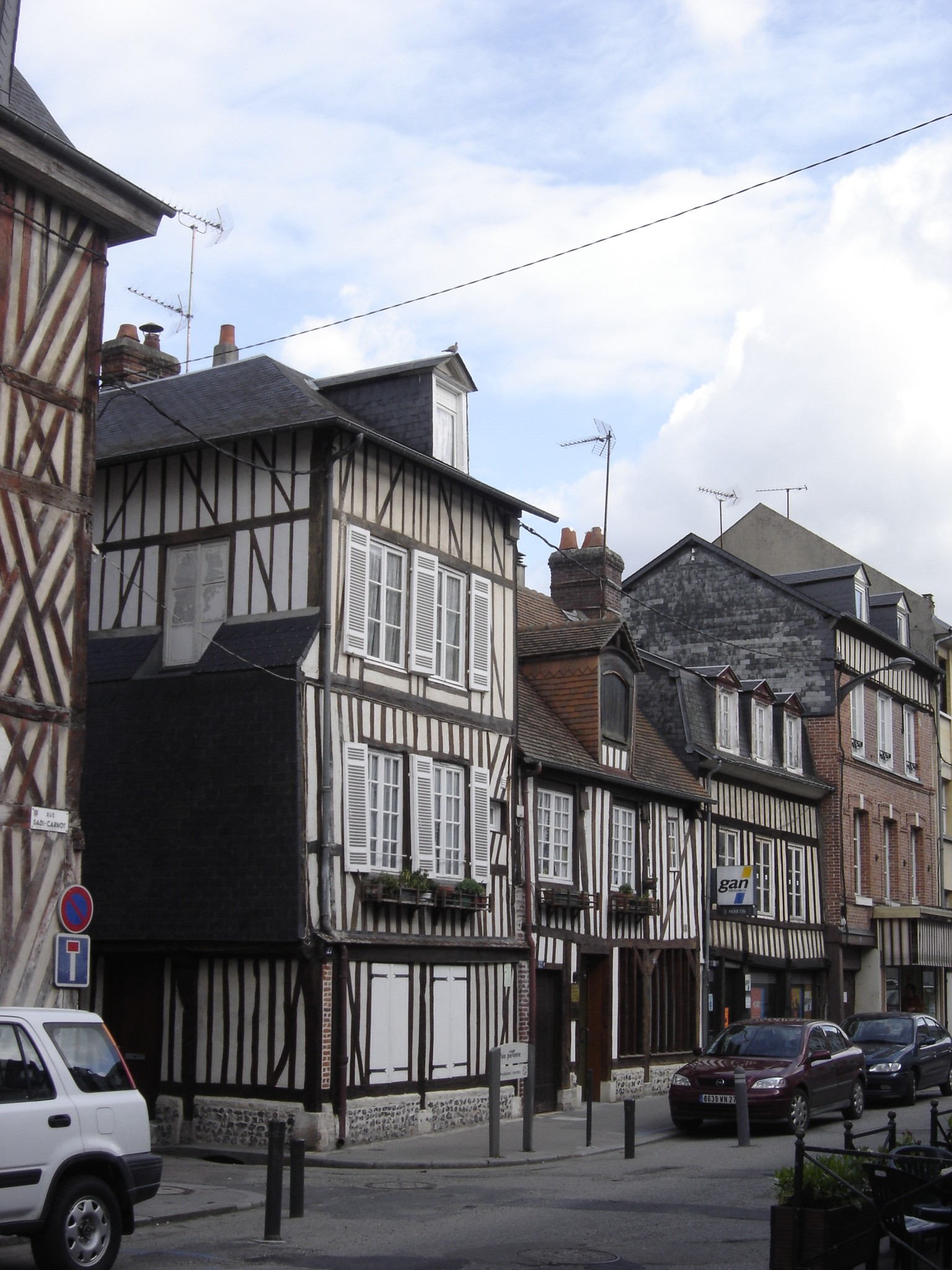
Вулиця Саді-Карно
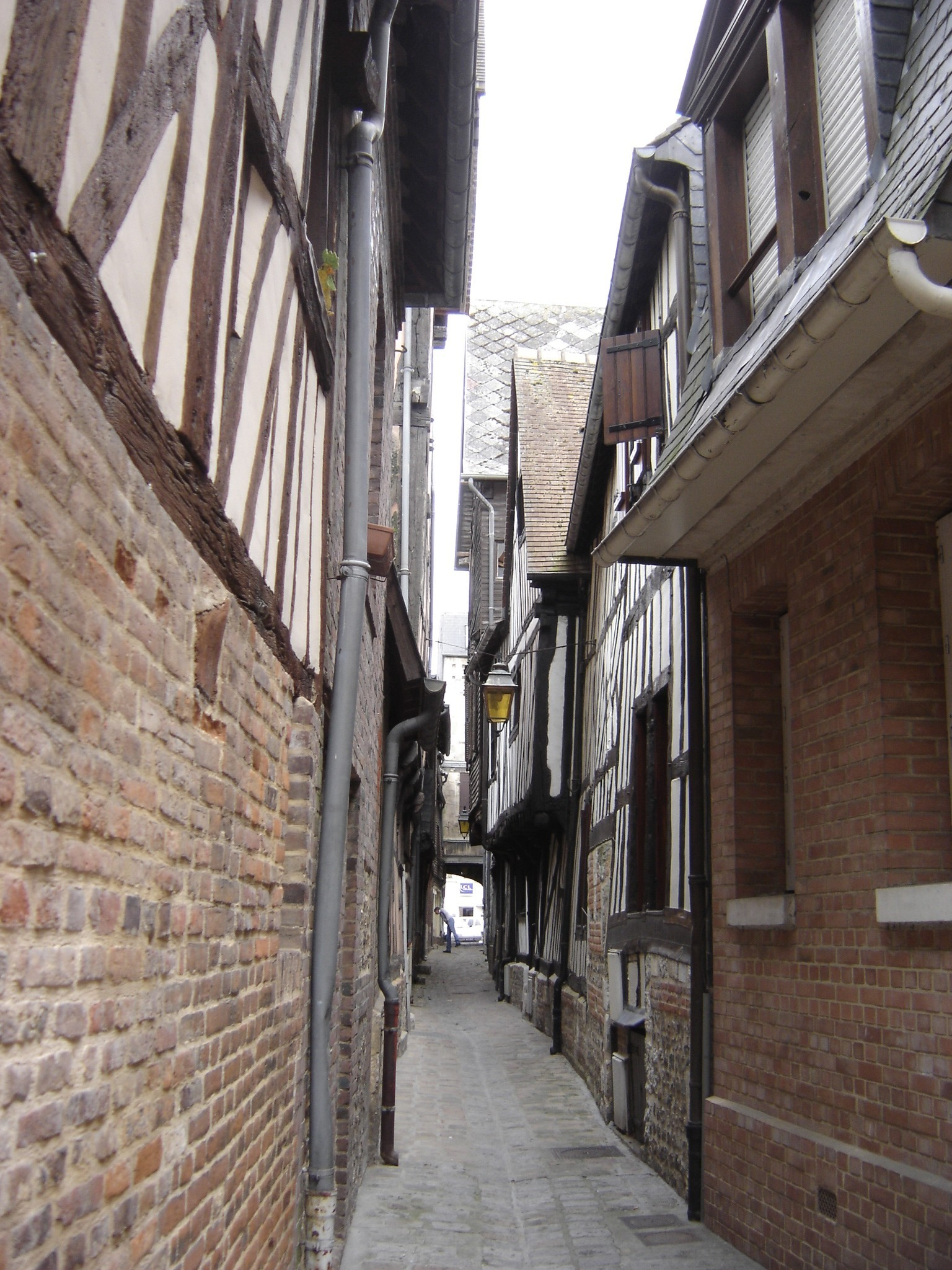
Вулиця Де Лепе
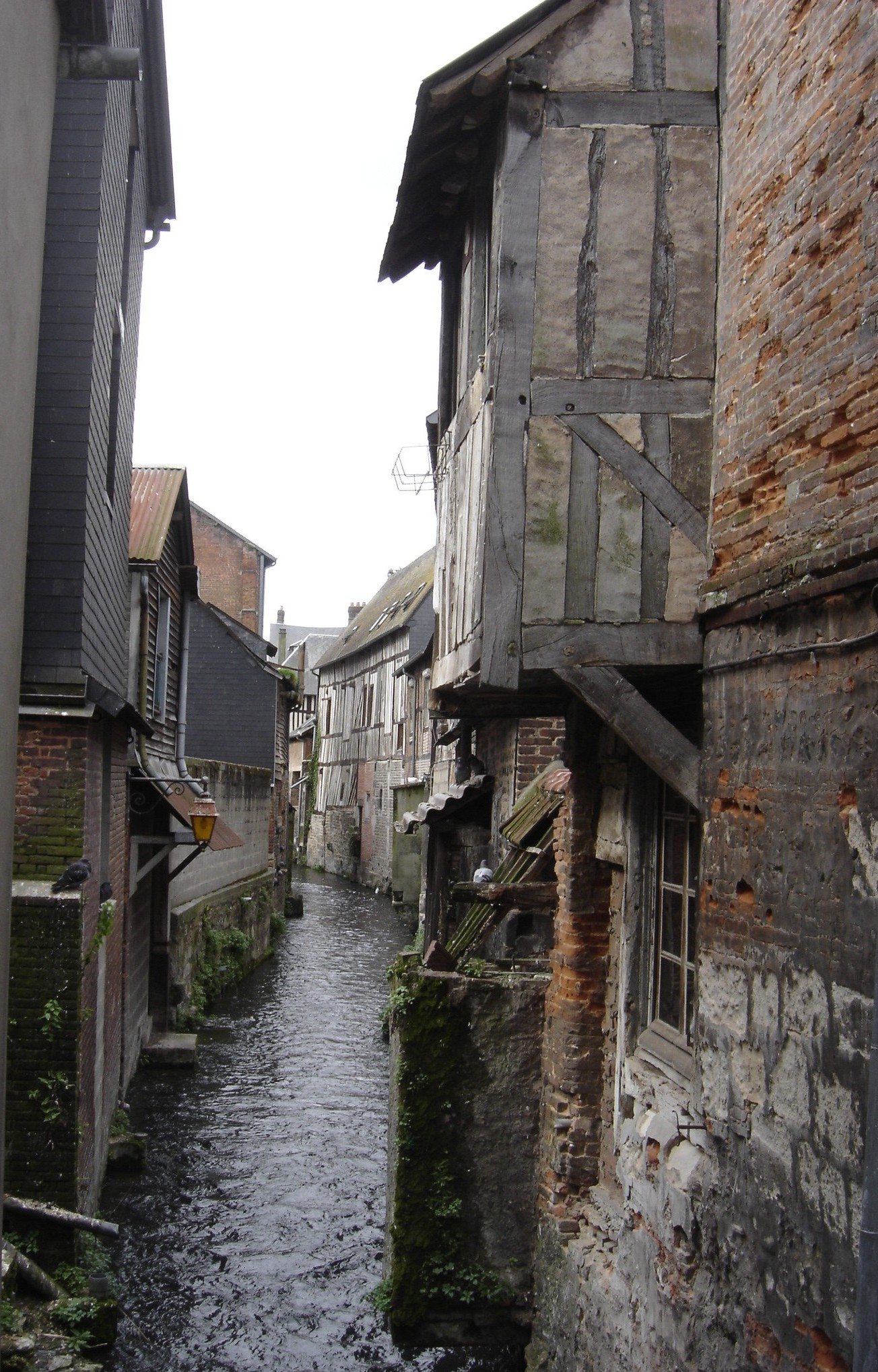
Ruisseau des Pâtissiers
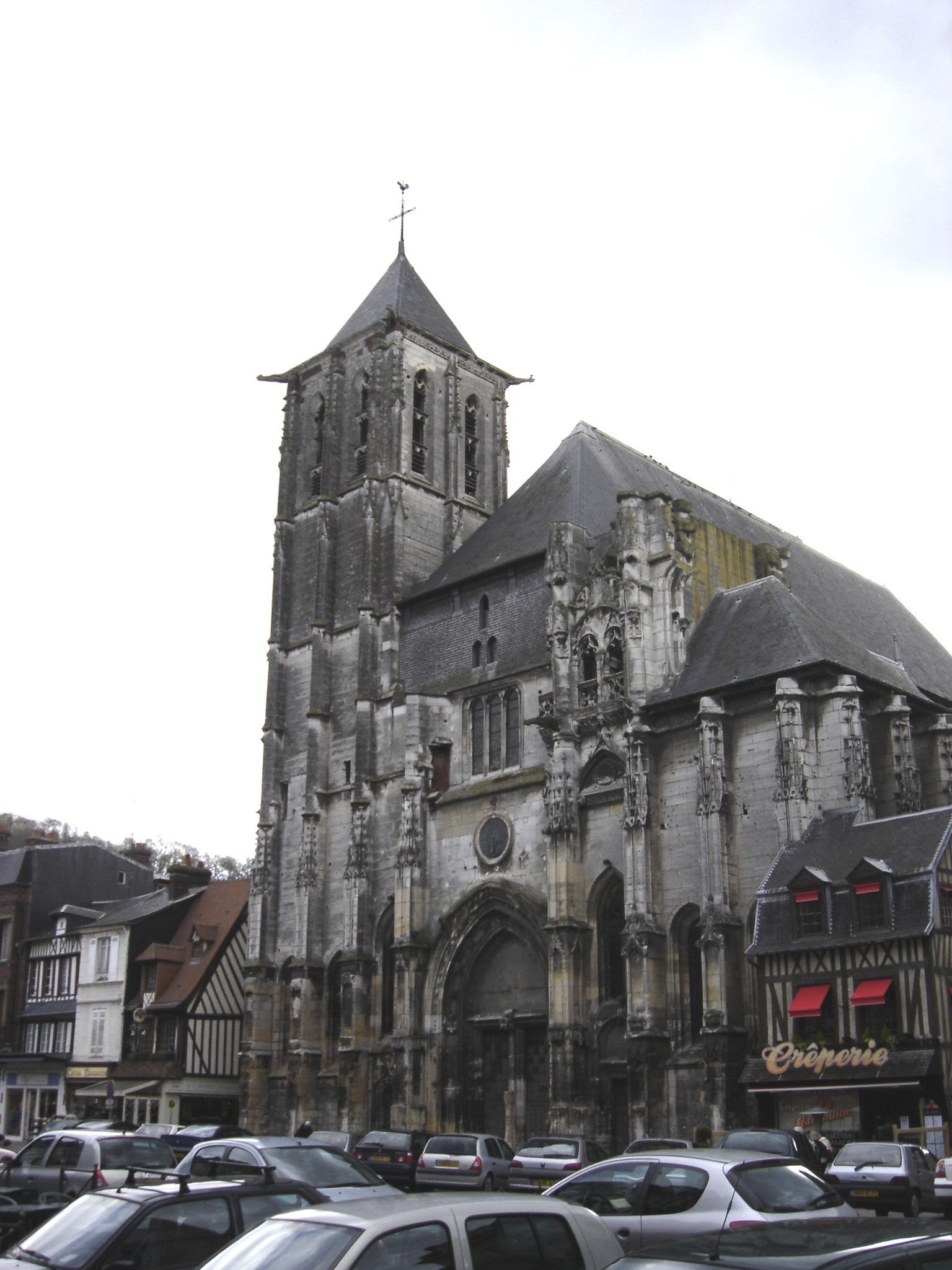
Церква Святого Оуена
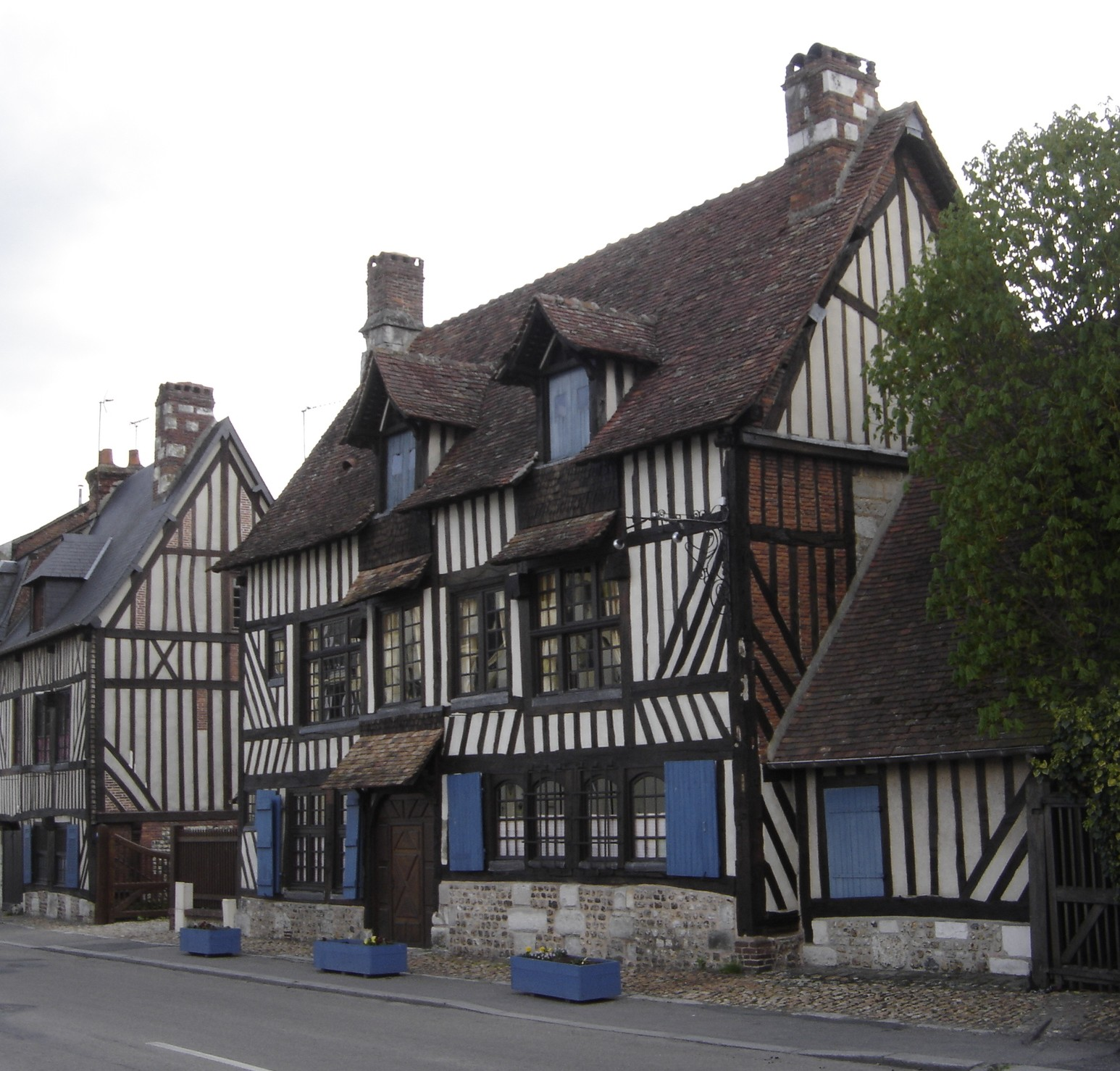
Будинок (XVII століття) на вулиці Нотр-Дам-дю-Пре

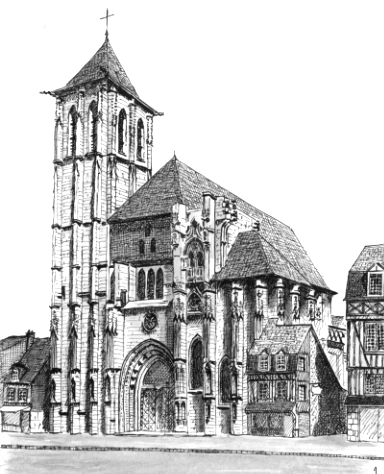
Церква Святого Оуена
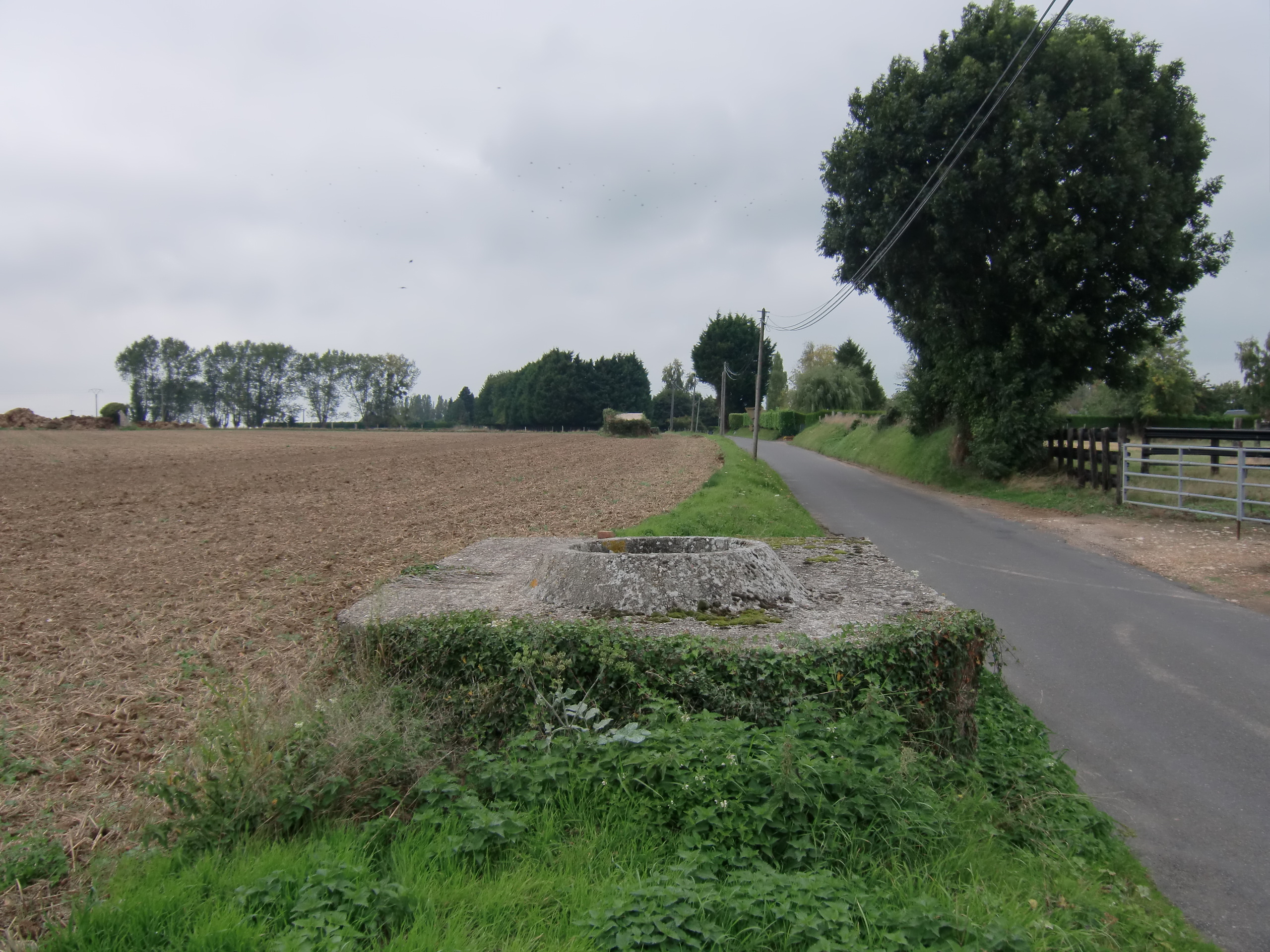
Залишки німецьких укріплень на горі Тріквіль
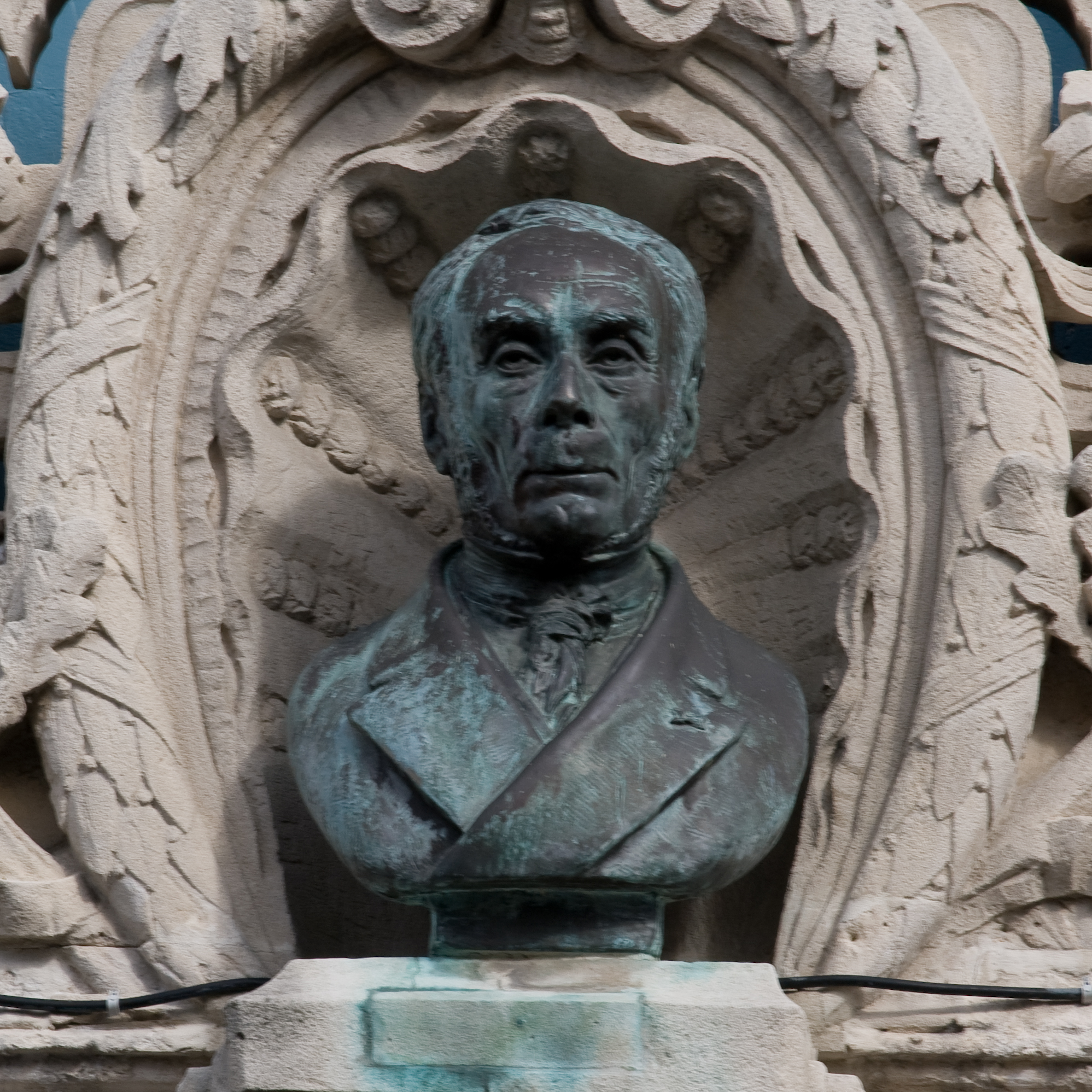
Бюст Альфреда Канеля, Понт-Одеме, вулиця Республіки
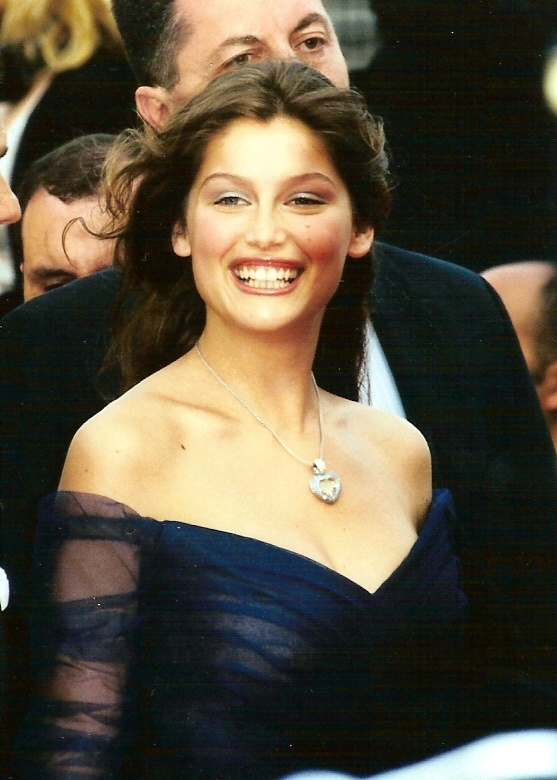
Летиція Каста, народилася в Понт-Одеме в 1978 році.